# Alain Blanchard
Alain Blanchard (narozen ve 14. století, popraven v Rouenu v roce 1419) byl francouzský voják a velitel rouenských střelců z kuše během stoleté války.
Aktivně se účastnil obrany Rouenu během obléhání anglickým králem Jindřichem V. Hněv anglických obléhatelů vyvolal Blanchardův zvyk věšet anglické zajatce na hradbách města. Když Rouen 20. ledna 1419 kapituloval, Jindřich požadoval vydání tří významných obyvatel, kteří měli být sťati. Jedním z nich byl právě Alain Blanchard.

## V populární kultuře
Jako symbol odporu vůči anglické moci ve Francii se Blanchard stal hrdinskou postavou francouzské literatury. Je hrdinou tragédie Antoina Viellarda uvedené v roce 1793, další hry Alexandra Dupiase, uvedené v roce 1826, a hudebního dramatu Rufévilla s hudbou Adriena Boïeldieua, syna známějšího skladatele Françoise-Adriena Boïeldieu . Představují ho také dvě básně Augusta Thorela de Saint-Martina (1815) a Émila Coquatrixe (1847) a povídka P. Dumesnila (1849).

## Zajímavosti
Jeho jméno nese jedna odrůda růží.